# Volvo 940
Volvo 940 är en svensk personbil tillverkad av Volvo Personvagnar som presenterades 1990 och var i produktion fram till 1998.
Volvo 940 var en vidareutveckling av 740-serien och bär tydliga drag in- och utvändigt från sin föregångare. 940:s front hämtades från den ansiktslyftning man gjorde på 760-serien inför årsmodell 1988. 900-serien (940/960/S90/V90) slutade tillverkas den 5 februari 1998. Den fick redan tidigt under sin levnad konkurrens från Volvo 850, som var en modernare konstruktion med framhjulsdrift, tvärställd motor och bättre bränsleekonomi. Modellerna såldes parallellt under flera år och 940 fick vissa framgångar som taxi och polisbil. En del trogna Volvo-kunder var också skeptiska till den nya framhjulsdrivna modellen och valde 940.
Sedanmodellen hade ett högre rundare bakparti än föregångaren, med större bagageutrymme och bättre aerodynamik. Kombimodellen var identisk med föregångaren Volvo 740/760 Herrgårdsvagn, men med lite rundare bakparti och den nyare 760-fronten.
Som alternativ till 940 modellen finns den mer exklusiva Volvo 960-serien som har en 6-cylindrig motor och multi-link bakaxel.

## Historik
Bilen blev känd för att vara problemfri och pålitlig. Eftersom den till stora delar var en vidareutveckling av tidigare modeller så var det beprövad teknik som användes, vilket sällan ställde till problem. Bilens nackdelar är den höga bränsleförbrukningen och sladdbenägenheten vid halka. Med lättrycksturbo (betecknad som LTT) har man tillgång till gott om vridmoment redan vid låga varvtal.
940 fanns även under modellåret -91 med en 16-ventilsmotor vilken då gick under beteckningen GLT. 16-ventilsmotorn gick även i vissa länder också under GLE modellerna. Då som GLE 16v i till exempel Nederländerna.
De 940 modeller som var utrustade med en turbo, både lättrycks och fulltrycks, kunde uppgraderas med ett paket som kallas Turbo+.
Denna uppgradering gav 190 hk på fulltrycks turbobilar och 171 hk på LTT bilar. Turbo+ paket har en magnetventil och en extra styrbox som höjer laddtrycket från 0,35 bar till 0,7 bar vid 3750 RPM vid fullgas.
Fanns med SE utrustningspaket vilket innebar slungdiffrential, elhissar samt elspeglar. Sportpaket fanns 1997 till LTT-modellen vilket innebar läderratt, samt sänkt chassi med nivåreglering.
Det fanns även en version som var mer anpassad för arbeten och tung last. Denna modell benämndes som "Servicevagn" som då bara hade framsäten med galler bakom dessa. Detta innebar att man fick mer lastutrymme genom att offra baksätet. Servicevagn kunde beställas med hyllsektioner i bagageutrymmet.

## Årsmodeller

### Årsmodellsändringar[7]
Obs, att listan ej är komplett och i första hand avser bilar för den svenska marknaden.
- 1991

Första årsmodellen av 940. Finns i tre modellversioner - GL, GLT med 16-ventilsmotorn B234F och Turbo med B230FT. 52 508 sedaner och 27 794 herrgårdsvagnar tillverkas.
- 1992

Volvos sidokollisionsskydd SIPS introduceras. AC/ECC-systemet uppgraderas och blir kraftfullare. SE blir ett nytt utrustningspaket innehållandes ABS-bromsar, elfönster, lättmetallfälgar, och elbackspeglar. Bilar med airbag får pyrotekniska bältesförsträckare. Turboplus-sats till turbo med manuell växellåda ger 190 hk. Modell GLT finns ej längre i Sverige.
- 1993

Airbag blir standard i Sverige från årsskiftet. Bensintanken är nu på 75 liter istället för 60 liter. Oljekylda kolvar införs.
- 1994

Nya lister. Härdad bakruta istället för laminerad. Förbättrad ljudisolering i kupén. Airbag på passagerarplatsen finns som tillval.
- 1995

Förbättrad SIPS, bättre ljudisolering. Bränslepump i tanken införs. ABS blir standard i Sverige.
- 1996

Till lättryckturbo finns en turboplus-sats som höjer effekten till 170 hk. Nytt diagnossystem, OBD-2 införs. Under modellåret tillverkas de sista bilarna med dieselmotor.
- 1997

Ny effektivare katalysator ersätter EGR-systemet.
- 1998

Årsmodellen lanseras våren 1997.  Modellprogrammet består av S, Turbo samt Classic. 80 037 sedaner och 22 530 herrgårdsvagnar tillverkas.

#### Classic
I slutet av modellens tillverkningstid byttes beteckningen SE ut mot Classic. Classicmodellerna utrustades som standard med det som annars var tillval, till exempel elhissar och elbackspeglar. 1998 var sista modellen av 940 och därav beteckningen Classic. Classicmodellen kan kännas igen på att de har vita blinkers istället för orange som tidigare årsmodeller. Classic har även en lite annorlunda kofångare både fram och bak, där den övre läppen är lackad i bilens kulör. 
Kombimodellen fick även en liten extra prydnadslist på bakpartiet mellan bakre hjulhuset och bakljusen. Denna list gör så att kombibakljusen på classic ser lite annorlunda ut än de vanliga bakljusen i formen.
Classicmodellen hade i standardutförande en kromad ribbgrill men en rutgrill med kromkant fanns som tillval.

## Modellvarianter
Beteckningarna GLE och Polar fanns endast som exportmodeller till bland annat Nederländerna och Italien.
- Volvo 940 GL 91-95
- Volvo 940 GLE -91
- Volvo 940 GLE 16v -91
- Volvo 940 GLT 16v -91
- Volvo 940 S 95-98
- Volvo 940 SE 92-97
- Volvo 940 POLAR (Italien)
- Volvo 940 POLAR turbo (Italien)
- Volvo 940 TURBO 91-95 / 97-98
- Volvo 940 CLASSIC 98-
- Volvo 940 TACK (Asien)
- Volvo 940 Dual-Fuel 94-95

## Modeller och motorprogram
Bensin
| Modellnamn            | Effekt (hk) | Motormodell | Kommentar |
| --------------------- | ----------- | ----------- | --- |
| GL (1991-1995)        | 131/116     | B230F       | Rak fyrcylindrig bensinmotor med 531-topp och VX3-kamaxel (91-92) samt 530 topp och M-kamaxel (93-95) Fanns även med SE utrustningspaket.                                      |
| GL (1991-1995)        | 111         | B200F       | Rak fyrcylindrig bensinmotor med 530-topp och M-kamaxel, mindre borrning än B230F. Såldes som basmodell bl.a. i England, Nederländerna och Tyskland.                           |
| GLE/GL (1991-1992)    | 131         | B230FB      | Rak fyrcylindrig bensinmotor med 531-topp och VX3-kamaxel. |
| GLE 16v (1991)        | 156         | B234F       | Rak fyrcylindrig bensinmotor med 4 ventiler per cylinder och dubbla överliggande kamaxlar. Exportmodell som enbart såldes i Nederländerna.                                     |
| GLT 16v (1991-1991)   | 156         | B234F       | Rak fyrcylindrig bensinmotor med 4 ventiler per cylinder och dubbla överliggande kamaxlar.                                                                                     |
| S (1995-1998)         | 134         | B230FK      | Rak fyrcylindrig bensinmotor med 530-topp och lättrycksturbo. Fanns även med SE och Sport utrustningspaket.                                                                    |
| POLAR (1991-1998)     | 155         | B200FT      | Rak fyrcylindrig bensinmotor med fulltrycksturbo. Såldes enbart i Italien, England och Japan på grund av skatteregler som gjorde det ofördelaktigt med motorer över två liter. |
| Turbo (1991-1998)     | 165/190     | B230FT      | Rak fyrcylindrig bensinmotor med fulltrycksturbo. |
| Classic (1998)        | 134/171     | B230FK      | Rak fyrcylindrig bensinmotor med lättrycksturbo. |
| Dual-Fuel (1994-1995) | 116         | B230FD      | Rak fyrcylindrig bensin- och gasmotor (Hybrid, CNG) Hann enbart tillverkas i 20 exemplar innan B230FD togs ur produktion 1995.                                                 |

Diesel
| Modellnamn                  | Effekt (hk) | Motormodell | Kommentar                                                                   |
| --------------------------- | ----------- | ----------- | --------------------------------------------------------------------------- |
| Diesel (-)                  | 82          | D24         | Rak sexcylindrig dieselmotor. Från Volkswagen LT.                           |
| TurboDiesel (-)             | 109         | D24T        | Rak sexcylindrig dieselmotor med turbo. Från Volkswagen LT.                 |
| TurboDiesel Intercooler (-) | 122         | D24TIC      | Rak sexcylindrig dieselmotor med turbo och intercooler. Från Volkswagen LT. |

## Källhänvisningar
1. ↑  Nyblad, Text Fredrik (5 februari 2018). ”Tjugo år sedan den sista Volvo 940 tillverkades”. Klassiker. https://www.klassiker.nu/reportage/tjugo-ar-sedan-den-sista-volvo-940-tillverkades. Läst 29 april 2021.
2. ↑  ”En av Sveriges mest älskade bilmodeller fyller 30 år - här är historien om Volvo 940”. CarUp.se. 13 augusti 2020. https://carup.se/en-av-sveriges-mest-alskade-bilmodeller-fyller-30-ar-har-ar-historien-om-volvo-940/. Läst 29 april 2021.
3. ↑  ”Begtest: Volvo 940”. Vi Bilägare. 27 september 2010. https://www.vibilagare.se/test/begbil/begtest-volvo-940-12571. Läst 29 april 2021.
4. ↑  Nyblad, Text Fredrik (24 augusti 2020). ”Grattis Volvo 940 30 år!”. Klassiker. https://www.klassiker.nu/reportage/grattis-volvo-940-30-ar. Läst 29 april 2021.
5. ↑  ”Köparna slåss om Volvos "nyaste" veteran”. Dagens PS. 31 januari 2021. https://www.dagensps.se/motor/koparna-slass-om-volvos-nyaste-veteran/. Läst 29 april 2021.
6. ↑  Fröberg, Jonas (1 december 2015). ”Gamla S90 tillverkades 1996–1998”. Svenska Dagbladet. ISSN 1101-2412. https://www.svd.se/gamla-s90-tillverkades-19972008. Läst 29 april 2021.
7. ↑  Fredrik Nyblad (2021). ”Kapitel 6: Volvo 940”. Från direktörsvagn till sossecontainer (Andra upplagan). sid. 92. ISBN 978-91-87695-53-7
8. ↑  Söderholm, Text Erik (9 april 2020). ”Lista: Okända bilmodellerna du inte visste fanns”. Vi Bilägare. https://www.vibilagare.se/nyheter/lista-okanda-bilmodellerna-du-inte-visste-fanns. Läst 29 april 2021.

 Wikimedia Commons har media som rör Volvo 940.